# Центровой из поднебесья
«Центровой из поднебесья» — советский художественный полнометражный цветной фильм о спорте, снятый Исааком Магитоном по сценарию Василия Аксёнова. Премьера фильма состоялась в марте 1977 года.

## Краткое содержание
Баскетбольная команда «Студент», которую возглавляет тренер Самсон Грозняк, полна амбиций, но ей не хватает хорошего центрового. Юрий Кулич-Куликовский обычный чабан — у него блестящие природные данные для баскетбола, но спорт его совсем не интересует. Он бы никогда и не попал в команду, если бы не влюбился в певицу Нину Челнокову. Солистка популярного ансамбля с гастролями посещает множество городов, и единственный шанс поспеть за ней — объездить страну вместе с баскетбольной командой.
Постепенно тренеру удаётся пробудить в Юрии спортивное честолюбие. Пройдя через череду поражений и побед, команда «Студент» выходит в финал престижного соревнования, где им предстоит помериться силами с американскими баскетболистами. Встреча становится звёздным часом для Юрия.

## В ролях
- Сергей Кретов — Юрий Кулич-Куликовский (озвучивание Алексей Инжеватов)
- Людмила Суворкина — Нина Челнокова (вокал Алла Пугачёва)
- Борис Ципурия — Самсон Аркадьевич Грозняк (озвучивание Борис Иванов)
- Юрий Машкин — Евгений Харитончик
- Аркадий Арканов — Слоновский
- Михаил Калинкин — баскетболист команды «Студент»
- Алексей Бояршинов — тренер американцев (озвучивание Кирилл Вац)
- Павел Ремезов — Роберт Доул
- Аладдин Аббасов
- В эпизоде фильма снялся хоккеист и тренер Пётр Воробьёв

Изначально Нину, чьи песни исполнила Алла Пугачёва, должна была играть сама же Пугачёва, которая в то время ещё не была знаменитостью. Но её сочли слишком взрослой для этой роли, и в итоге была утверждена Людмила Суворкина. На роль Юрия претендовали Александр Абдулов, Леонид Ярмольник и Игорь Костолевский, но было принято решение пригласить на эту роль настоящего баскетболиста. Так на роль был утверждён никому не известный 20-летний Сергей Кретов, студент экономического факультета МГУ им. М. В. Ломоносова, который играл в баскетбольной команде вуза.

## Песни исполняли
См. также: Центровой из поднебесья (гибкая пластинка)
- Алла Пугачёва (роль Людмилы Суворкиной):
  - «У-гу-гу»;
  - «Бубен шамана»;
  - «До свиданья, лето»;
  - «Любовь одна виновата» (бэк-вокал Вячеслав Малежик);
  - «Верблюд» (с А. Барыкиным и Р.  Мушкамбаряном).
- Олег Анофриев
- Роберт Мушкамбарян
- Александр Барыкин

## Съёмочная группа
- Режиссёр: Исаак Магитон
- Сценарист: Василий Аксёнов
- Оператор: Леонид Петров
- Композитор: Александр Зацепин
- Текст песен: Леонид Дербенёв
- Художники: Дмитрий Богородский, Виктор Власков